# Juan Monsalve
Juan José Monsalve Luzardo (La Azulita, Estado Mérida; 9 de septiembre de 1983) es un futbolista venezolano. Que juega de defensa Central y lateral izquierdo y su actual equipo es el Lara FC de la liga de Segunda División de Venezuela. Es de perfil izquierdo, usa el dorsal # 5, su club favorito es el Club Atlético Boca Juniors de Argentina, y entre los jugadores que admira se encuentra John Terry. Sus aficiones son pintar, leer y escribir. Aspira a jugar con la selección mayor de Venezuela.

## Trayectoria
Desde niño fue un jugador destacado donde formó parte de la Selección de Mérida en las Categorías desde la pre-infantil hasta la juvenil y quedando Campeón Nacional en la categoría juvenil.
Formó parte de la preselección de Venezuela Sub-17 y la Sub-20 que dirigía en su momento por el director técnico Richard Páez.

## Atlético El Vigía
Su primer club fue el Atlético El Vigía Fútbol Club en el año 2001 en ese momento en la Segunda División de Venezuela, quien le dio la oportunidad de jugar en el Profesional y donde debuta en un encuentro entre Atlético El Vigía Fútbol Club y Deportivo Anzoátegui.
Su Primer Gol Como Profesional fue el 4 de septiembre de 2004 jugando con el Atlético El Vigía Fútbol Club en la temporada 2004-2005 en la Fecha #3 del Torneo de Segunda División de Venezuela ante el Zamora FC dándole la victoria a su Equipo cuando el encuentro estaba 1-1 y al minuto 58 marca de cabeza el gol del triunfo 2-1.

## Carabobo FC
En el 2007 hace una breve pasantía con el Carabobo FC de la Primera División, jugando 16 partidos y convirtiendo 4 goles, lo que logró que fuera visto por varios clubes.

## Unefa CF
En 2008 ficha con el joven equipo del Unefa FC de la Segunda División de Venezuela, equipo que debuta en la categoría.
Su primer gol con el Unefa CF lo marcó el 13 de septiembre de 2008 ante Trujillanos FC al minuto 16, encuentro que terminó con la victoria por 2-1.

## Tucanes de Amazonas
En el 2009 pasa a formar parte del nuevo equipo Tucanes de Amazonas de la Segunda División de Venezuela en el torneo Apertura, jugando así 15 de los 17 partidos del calendario.

## Lara FC
En el 2010 para el torneo Clausura es fichado con el equipo Lara FC de la Segunda División de Venezuela para el torneo Clausura. Para reforzar la defensa del club larence.

## Clubes
| Club                          | País      | Año           | Juegos | Goles |
| ----------------------------- | --------- | ------------- | ------ | ----- |
| Atlético El Vigía Fútbol Club | Venezuela | 2001 - 2003   | 23     | 6     |
| Estudiantes de Mérida         | Venezuela | 2003 - 2004   | 7      | 3     |
| Atlético El Vigía Fútbol Club | Venezuela | 2004 - 2005   | 14     | 4     |
| Academia Emeritence           | Venezuela | 2005 - 2007   | 24     | 9     |
| Carabobo FC                   | Venezuela | 2007          | 16     | 4     |
| Unefa CF                      | Venezuela | 2008-2009     | 28     | 2     |
| Tucanes Amazonas              | Venezuela | 2009-2010     | 15     | 0     |
| Lara FC                       | Venezuela | 2010-presente | 3      | 0     |

## Palmarés

### Campeonatos nacionales
| Título           | Club              | País      | Año  |
| ---------------- | ----------------- | --------- | ---- |
| Segunda División | Atlético El Vigía | Venezuela | 2005 |

### Copas nacionales e internacionales
| Copa           | Club     | País      | Año  | Juegos | Goles |
| -------------- | -------- | --------- | ---- | ------ | ----- |
| Copa Venezuela | Unefa CF | Venezuela | 2008 | 3      | 0     |

### Distinciones individuales
| Distinción                                | Año |
| ----------------------------------------- | --- |
| Campeón Nacional Juvenil Selección Mérida | ?   |